# Samuel Watson
Pour les articles homonymes, voir Watson.
Samuel Watson, né le 24 septembre 2001 à Leeds, est un coureur cycliste britannique membre de l'équipe Ineos Grenadiers.

## Biographie

### Jeunesse et formation
En catégorie juniors, Samuel Watson remporte en 2019 la Guido Reybrouck Classic et se classe également deuxième du Trophée Centre Morbihan, troisième de Gand-Wevelgem juniors et du Keizer der Juniores. Il gagne en 2021 la troisième étape du Kreiz Breizh Elites, une épreuve de l'UCI Europe Tour.

### Carrière professionnelle

#### 2022: dans la formation de la FDJ
Après un bref stage auprès de l'équipe Trinity Racing, Watson s'engage pour 2022 avec l'équipe Continentale Groupama-FDJ. Vainqueur en catégorie espoirs de Gand-Wevelgem et d'une étape de la Course de la Paix-Grand Prix Jeseníky, il est en juin deuxième du championnat de Grande-Bretagne sur route, devancé par Mark Cavendish lors du sprint final. Watson gagne en juillet en Europe Tour au sprint la cinquième étape du Tour Alsace dont le classement général est remporté par son coéquipier Finlay Pickering.

#### 2023: première saison en World Tour
Watson rejoint en 2023 l'équipe première Groupama-FDJ, membre du World Tour. Il commence sa saison par le Grand Prix la Marseillaise, qu'il finit 23e. Il se fait remarquer quelques jours plus tard en signant un podium sur la 3e étape de l'Étoile de Bessèges, devancé par Arnaud de Lie et Valentin Ferron. 
Après un top 10 sur la 2e étape du Tour des Alpes-Maritimes, Samuel entame les classiques et semi-classiques de mars et avril, à commencer par le Circuit Het Nieuwsblad, qu'il finit à une anecdotique 75e place. Il réalise une nouvelle place d'honneur à l'occasion du Grand Prix du Denain, finissant 6e à neuf secondes du vainqueur, Juan Sebastian Molano.
Après la participation à diverses classiques où il ne brille pas, son mois de mai est marqué par quatre top 10 : 10e au Tro Bo Léon, il est 7e sur les Boucles de l'Aulne - Châteaulin, avant de signer un top 10 au classement général des Quatre Jours de Dunkerque remporté par son coéquipier Romain Grégoire, grâce à une 7e place sur le contre-la-montre.
La suite de sa saison est marquée par une participation au Tour de Suisse et au Tour de Pologne où il officie en tant qu'équipier. Notons entre les deux une place d'honneur sur le championnat sur route de Grande-Bretagne. Sélectionné pour la course en ligne des championnats du monde, il ne finit pas la course avant de prendre part à son premier grand tour, le Tour d'Espagne, en tant que coéquipier de Lenny Martinez et Romain Grégoire.

## Caractéristiques

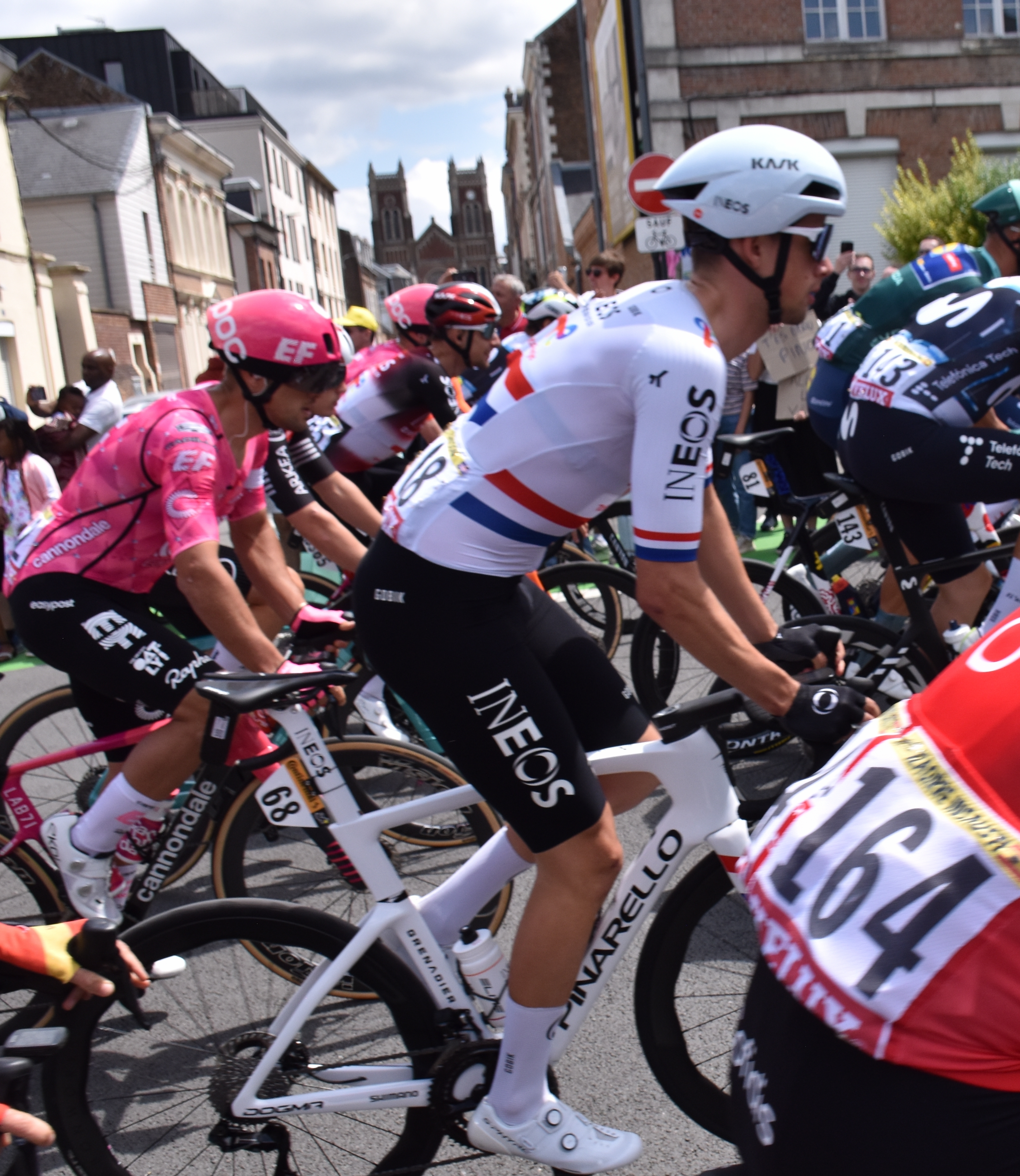
Samuel Watson N°68- Tour de France 2025.

Lors de son recrutement dans l'équipe Continentale Groupama-FDJ, son directeur sportif Jérôme Gannat met en avant ses qualités au sprint et surtout des aptitudes en tant que puncheur. Selon Nicolas Boisson, son entraîneur à la Continentale Groupama-FDJ, Watson est un « pur coureur de classiques », de par ses caractéristiques et ses envies. Ayant une pointe de vitesse intéressante, il considère qu'elle n'est pas suffisante pour faire de lui un sprinteur. Boisson le compare à Jake Stewart en considérant que Watson est meilleur sprinteur que son compatriote.

## Palmarès sur route

### Par années
- 2018
  - Isle of Man Junior Tour :
    - Classement général
    - 1re étape

  - 3e étape du Tour du Pays de Galles juniors
  - 3e du championnat de Grande-Bretagne sur route juniors
- 2019
  - Guido Reybrouck Classic
  - 3e étape du Tour du Pays de Galles juniors
  - 2e du Trophée Centre Morbihan
  - 3e de Gand-Wevelgem juniors
  - 3e du Keizer der Juniores
- 2021
  - Crimson Performance Road Race
  - Timmy James Memorial Grand Prix
  - 3e étape du Kreiz Breizh Elites
- 2022
  -  Champion de Grande-Bretagne sur route espoirs
  - Gand-Wevelgem espoirs
  - 3e étape de la Course de la Paix-Grand Prix Jeseníky
  - Lister Horsfall Grand Prix
  - 5e étape du Tour Alsace
  - 2e du championnat de Grande-Bretagne du critérium
  - 2e du championnat de Grande-Bretagne sur route
  - 3e de l'Otley Grand Prix
- 2023
  -  Champion de Grande-Bretagne sur route espoirs
- 2024
  - 5e étape du Tour de Wallonie
- 2025
  -  Champion de Grande-Bretagne sur route
  - Prologue du Tour de Romandie
  - Quatre Jours de Dunkerque : 
    - Classement général
    - 4e étape

  - 2e du championnat de Grande-Bretagne du contre-la-montre
  - 5e du Circuit Het Nieuwsblad

### Résultats sur les Grands Tours

#### Tour de France
1 participation
- 2025 : 115e

#### Tour d'Espagne
1 participation
- 2023 : 123e

### Classements mondiaux
| Année                                 | 2021 | 2022 | 2023 | 2024 |
| ------------------------------------- | ---- | ---- | ---- | ---- |
| Classement mondial                    | 880e | 257e | 352e | 372e |
| UCI Europe Tour                       | 674e | 209e | nc   | nc   |
|                                       |      |      |      |      |
| Légende : nc = non classéSource : UCI |      |      |      |      |

## Palmarès sur piste

### Championnats d'Europe
| Édition / Épreuve     | Poursuite par équipes | Américaine |
| Gand 2019 (juniors)   | Or                    |            |
| Anadia 2022 (espoirs) |                       | Argent     |